# Stadion piłkarski w Nablusie
Stadion piłkarski w Nablusie ma pojemność 4 000 osób. Otwarty w 1950. Stadion jest domem dla miejskiego klubu piłkarskiego Al-Ittihad, który jest w głównej lidze Autonomii Palestyńskiej. Klub uczestniczył w Bliskowschodnich Śródziemnomorskich Igrzyskach w 2000 roku.